# الساندرو میکیلتو
اَلِه‌ساندرو می‌کیه‌لِتو (به ایتالیایی: Alessandro Michieletto) (دزنتسانو دل گاردا، ۵ دسامبر ۲۰۰۱) یک والیبالیست ایتالیایی و دریافت‌کننده قدرتی تیم ترنتینو است.

## حرفه

### باشگاهی
او فرزند والیبالیست سابق، ریکاردو می‌کیه‌لتو است و والیبال را در فصل ۱۶–۲۰۱۵ در تیم جوانان ترنتینو آغاز کرد و با این تیم در رقابت‌های سری دی، سری سی و سری بی شرکت جست و در بادی امر پُست او میان لیبرو و دریافت‌کننده‌قدرتی در نوسان بود تا اینکه در پُست دوم تخصص یافت.
نخستین بازی خود در تیم اول باشگاه را در جام کنفدراسیون والیبال مردان اروپا ۱۹–۲۰۱۸ در برابر تیم سوئیسی آمیرسویل انجام داد. در فصل ۲۰–۲۰۱۹ هم در سوپر لیگ و هم در سری آ۳ با تیم زیر ۲۱ سال ترنتینو شرکت جُست و از فصل بعد به‌طور قطعی به تیم اول باشگاهش ارتقا یافت.

### ملی
در سال ۲۰۱۸ وارد تیم زیر ۱۸ سال ایتالیا شد و با آن مدال برنز رقابت‌های پسران زیر ۱۸ سال اروپا را کسب کرد. سال بعد با تیم زیر ۱۹ سال برنده مدال طلای بیست‌وپنجمین فستیوال المپیکی جوانان اروپا و جام‌جهانی والیبال پسران زیر ۱۹ سال شد. در سال ۲۰۲۰ اما مدال نقره رقابت‌های اروپایی پسران زیر بیست‌سال اروپا را به‌علاوه عنوان باارزش‌ترین بازیکن کسب کرد.
در سال ۲۰۲۱ وارد تیم‌ملی بزرگسالان کشورش شد و نیز در رقابت‌های المپیک توکیو حاضر بود.

## افتخارات

### تیمی
رقابت‌های پسران زیر ۱۸ سال اروپا ۲۰۱۸
 بیست‌وپنجمین فستیوال المپیکی جوانان اروپا ۲۰۱۹
 والیبال قهرمانی زیر ۱۹ سال پسران جهان ۲۰۱۹
 رقابت‌های اروپایی پسران زیر بیست‌سال اروپا ۲۰۲۰

### فردی
- باارزش‌ترین بازیکن رقابت‌های اروپایی پسران زیر بیست سال ۲۰۲۰